# Panic & Action
Panic & Action war ein schwedisches Musiklabel, das von Eric Höjdén, dem Sänger der Band Kid Down und Peter Ahlqvist, dem Gründer des Indie-Labels Burning Heart Records ins Leben gerufen wurde. Die bekanntesten Bands, die bei Panic & Action unter Vertrag standen, waren Her Bright Skies, Adept und Chemical Vocation. Weitere Musiker und Bands, die bei dem Label einen Vertrag hatten, sind Social Siberia (Joakim Jensen) und The Shiloh.
Das Label vertrieb eine eigene Sampler-CD mit dem Titel Burn All The Small Towns, die seit Labelgründung bereits in zweiter Auflage erschienen ist. Auf diesen Sampler-CDs sind Stücke aller Bands, die bei Panic & Action unter Vertrag stehen, sowie von Kid Down. Auch organisierte das Label eine eigene Tour.
Am 4. Juni 2012 veröffentlichte das Label die EP „I Second That“ von Joel Sandberg. Die EP beinhaltet 7 Piano-Cover von bekannten Rockbands wie A Rocket to the Moon, Her Bright Skies, Mayday Parade, A Day to Remember, All Time Low, Escape the Fate und Boys Like Girls. Aufmerksam wurde Panic & Action auf Sandberg durch dessen Cover des Songs „Little Miss Obvious“ von Her Bright Skies, welche auf der EP enthalten ist.
Am 30. Oktober 2014 gab das Label seine Schließung bekannt. Stattdessen wurde Burning Heart Records reaktiviert und die Künstler des Labels werden beim neuen Label übernommen.

## Bands
- Adept (Post-Hardcore)
- Aim for the Sunrise (Metalcore)
- Chemical Vocation (Pop-Punk)
- Her Bright Skies (Emo)
- Social Siberia – Joakim Jensen (Punk)
- The Shiloh (Punk)
- Walking with Strangers (Metalcore)